# Entrückung
Mit dem Begriff Entrückung (zu altgriechisch ἁρπάζω harpazo, deutsch ‚zu entreißen, zu ergreifen‘) bezeichnet man in einem religiösen oder mythologischen Zusammenhang das Phänomen, dass eine Person leibhaftig aus der irdisch-konkreten Erscheinungswelt an einen anderen Ort, meistens in eine himmlische Sphäre versetzt wird. Im Alten und im Neuen Testament werden mehrere dieser Ereignisse beschrieben.

## Begriffliche Abgrenzung
Lohfink (1971) betrachtet die folgende Unterscheidung als sinnvoll:
- Entrückung; sie stellt eine Ortsveränderung dar und es erfolgt eine leibliche Aufnahme in die göttliche Welt. Sie hat in der Regel endgültigen Charakter und wird aus der Perspektive der Hinterbliebenen dargestellt. Dennoch gibt es auch zeitweise Entrückungen.
- Himmelsreise; die Ortsveränderung betrifft allein die Seele, die sich in einem Vorgang der Ekstase oder im Tod vom Leib abgelöst hat. Auch sie findet in der Regel während eines begrenzten Zeitraumes statt und wird aus der Perspektive dessen dargestellt, der die Reise erlebt, siehe auch Himmelfahrt.[2]

Im übertragenen Sinn wird der Begriff auch für einen Zustand „geistiger Ferne“ verwendet, wie etwa im Rausch, im Traum, in der Meditation oder in der Trance.

## Germanische Mythologie
Die Entrückung, besonders die Bergentrückung, ist nach Bächtold-Stäubli auch bei vielen Stämmen im Raum Germanien anzutreffen, deren Vorstellungen als germanische Mythologie belegt ist. Diese findet sich unter anderem auch in der Kyffhäusersage.

## Griechische und römische Mythologie (Antike und Spätantike)
Die griechischen Sagen berichten vom Elysion, einer „Insel der Seligen“, auf die jene Helden entrückt wurden, die von den Göttern geliebt wurden und denen sie Unsterblichkeit schenken wollten.
Auch Entrückungen in Flüsse wurden berichtet.
Von Kaiser Nero wurde angenommen, dass er entrückt worden sei und als Antichrist wiederkehren werde.
Auch die spätantike Siebenschläfer-Legende stellt ein Beispiel einer Entrückung dar, hier in einer Höhle.

## Jüdische Religion (Altes Testament)
Im Tanach bzw. Alten Testament wird eine Entrückung von Henoch (1 Mos 5,24 ) (zu hebräisch לקח l-q-ḥ, deutsch ‚genommen‘ oder altgriechisch μετατίθημι meta-títhēmi, deutsch ‚versetzen‘; Heb 11,5 ) und von Elija (2 Kön 2,11 ) berichtet. Beide wurden demnach wegen ihres Glaubens durch Gott hinweg- und in den Himmel aufgenommen. Dabei stellte man sich den Aufenthalt in dauernder Nähe Gottes vor (vgl. Paradies), bei dem die Entrückten dem Tode entzogen waren.
Auch die Propheten Jesaja, Jeremia und Ezechiel beschreiben Entrückungen im Zusammenhang mit der jeweiligen göttlichen Berufung.
Im Buch Daniel wird die Entrückung des Menschensohnes beschrieben. (Dan 7,13-14 )

## Christliche Entrückungslehren
In der byzantinischen apokalyptischen Tradition vertrat Pseudo-Ephraem im 4. Jahrhundert ein Konzept, das zwischen der Entrückung der christlichen Gemeinde und der Wiederkunft Christi (Parusie) 3½ Jahre ansetzte. Er meinte, die Trübsalszeit würde so lange dauern. Fra Dolcino († 1307) lehrte die Entrückung und die zeitlich davon abgesetzte Wiederkunft Christi auf die Erde. Dolcino war der Ansicht, dass nur seine Gruppe der Apostelbrüder entrückt werde.
Der Baptist Morgan Edwards publizierte 1788 in Philadelphia ein Buch, in dem er wie Pseudo-Ephraem die Ansicht von den 3½ Jahren zwischen Entrückung und Wiederkunft Christi lehrte.

### Entrückung im dispensationalistischen Lehrsystem
Im 19. Jahrhundert wurde die Lehre von der Entrückung im Zuge des Dispensationalismus formuliert. Dieser lehrt eine prämillenaristische Eschatologie, in der eine 1000-jährige Herrschaft Jesu Christi über die Erde erwartet wird. Dieser Herrschaft gehe eine Große Trübsalszeit voraus, in der der Antichrist über die Erde herrsche. Die Christen würden vor, während oder nach der Trübsalszeit von der Erde entrückt. Eine Veranschaulichung im Alten Testament sei das Bild von Henoch, der vor dem großen Gericht (Sintflut) entrückt wurde. Als biblische Belegstellen werden 1 Kor 15,23.51.52 , Lk 17,34–36  und vor allem in 1 Thess 4,16f.  herangezogen. Laut der dispensationalistischen Auslegung dieser Stellen werden von einem Moment auf den anderen sämtliche gläubigen Christen in einer Art Himmelfahrt von der Erde verschwinden. Das zugrundeliegende griechische Verb harpazo, das mit entrücken übersetzt wurde, bedeutet an sich reißen, rauben.
Bis ins 19. Jahrhundert spielte die Entrückung für die christliche Lehre nur eine marginale Rolle und wurde meist als detaillierte Beschreibung der zweiten Wiederkunft Christi gesehen. Populär wurde sie vor allem durch John Nelson Darby, der in den 1830er Jahren die Lehre von einer zukünftigen Trübsalszeit mit Verweis auf Mt 24 und Mk 13 verbreitete. Diese sogenannte Große Trübsal wurde von den Kirchenvätern und Reformatoren wie Martin Luther oder Johannes Calvin als Ereignis der Vergangenheit gesehen, das mit der Tempelzerstörung im Jahr 70 n. Chr. und der darauffolgenden Judenverfolgung im Zusammenhang stehe. Ein Teil der neocalvinistischen Bewegung ist immer noch dieser Meinung. Seit Darby hat sich in großen Teilen der evangelikalen Bewegung die Deutung verbreitet, dass die Entrückung am Ende der Weltgeschichte liege. Es folgte eine Diskussion, ob die Entrückung – die nun losgelöst vom zweiten Kommen Christi gesehen wurde – vor, während oder nach der Großen Trübsal eintreten werde, wobei die Vorentrückungslehre am weitesten verbreitet ist.
1995 bis 2007 veröffentlichten der einflussreiche US-amerikanische evangelikale Baptistenpastor Tim LaHaye und Autor Jerry B. Jenkins eine populäre Romanserie Left Behind, die sich mit der Entrückung und deren Folgen befasste. Trotz großer Verbreitung der Serie werfen ihm sogar evangelikale Kritiker vor, das biblische Buch der Offenbarung des Johannes und weitere Bibeltexte zu selektiv zu interpretieren und somit eine Art Fahrplan in Form amerikanischer Pop-Endzeit-Literatur zu schaffen.
Der anglikanische Bischof und Neutestamentler Nicholas Thomas Wright, dessen Bücher auf Deutsch in evangelikal geprägten Verlagen erscheinen, kritisiert das dispensationalistische System, die populistischen Entrückungslehren und die Auslegung von 1 Thess 4,16f.  scharf. Der Dispensationalismus verbreite eine einseitig pessimistisch-weltabgewandte Form der Eschatologie, die die christliche Hoffnung auf die transformative Erneuerung der Schöpfung durch Gottes Heilshandeln, das durch weltzugewandtes und soziales Engagement schon jetzt bruchstückhaft vorweggenommen werden solle, karikiere. Die Stelle aus dem Paulusbrief versteht er als Anklang an die antike Praxis der Besuche eines Herrschers (Parusie), bei denen man dem Herrscher entgegeneilte, um mit ihm zusammen in die Stadt einzuziehen. So bezeichne die Stelle nicht eine Entrückung von der Erde in den Himmel, sondern den feierlichen Einzug Christi auf die Erde, bei dem Himmel und Erde vereint und neugeschaffen würden.

### Zeitpunkt der Entrückung
Gestützt auf Jesu Aussagen, dass nur Gott den Zeitpunkt von Jesu Wiederkommen kennt (Mk 13,32 ), und dass es Jesu Anhängern nicht zustehe, diesen Zeitpunkt zu erfahren (Apg 1,7 ), gehört es zur gängigen theologischen Lehrmeinung, dass der exakte Zeitpunkt der Entrückung weder berechnet werden kann noch darf. Viele Autoren legen sich jedoch auf eine bestimmte chronologische Reihenfolge der in der Bibel angekündigten Ereignisse fest. So hat Mark Hitchcock in der christlichen Fachliteratur vier verschiedene Hauptmodelle entdeckt: Die Entrückung vor der Großen Trübsal, nach 3½ Jahren der auf sieben Jahre veranschlagten Trübsalszeit, nach der Trübsalszeit oder nach 5½ Jahren innerhalb der Trübsalszeit. Das zuletzt genannte Denkmodell ist weniger verbreitet; es geht davon aus, dass die Entrückung vor der Öffnung des siebten Siegels (Offb 8,1 ) stattfinden wird. Im Buch der Offenbarung selbst wird die Entrückung nur ansatzweise in (Offb 12,5 ) erwähnt.

„Christen mögen uneins sein über den Zeitpunkt oder über die Ereignisse, die sich um sein Kommen herum abspielen werden, und manche erkennen die verschiedenen Stadien seines Kommens nicht an. Aber alle stimmen darin überein, dass er wiederkommen wird, um die Toten aufzuerwecken und zu richten, ehe er sie in die Ewigkeit führt.“

### Entrückung als Translokation
Im Sinne eines übernatürlichen "Ortswechsels" berichtet das neue Testament beispielsweise folgenden Fall: Der Geist des Herrn entrückt Philippus nach der Taufe des Kämmerers, woraufhin Philippus in Aschdod “gefunden” wird (Apostelgeschichte 8,39-40 ). 

## Islam
Die Schriften des Islam beschreiben zahlreiche Entrückungen, beginnend mit der Himmelfahrt Mohammeds, die im Koran (Sure 17,1), in Hadithen, in der Koranexegese und der islamischen Geschichtsschreibung beschrieben wird. Zudem spielt die Idee der Entrückung im Glauben an den Mahdi eine zentrale Rolle. Siehe auch Ghaiba.

## Volkskunde
Die Volkskunde unterscheidet zwischen Entführung und Entrückung. Entrückung bedeutet hier die dauerhafte Translozierung eines lebenden Menschen ins Jenseits, Entführung dagegen eine wunderbare Versetzung eines Menschen von einem Ort zum anderen, die zeitlich beschränkt ist. Nicht ganz folgerichtig werden sagenhafte Herrscher, die in einem Berg warten und wiederkehren, wenn das Vaterland in Gefahr ist, als bergentrückt bezeichnet. Der sterbende britische König Artus wird bei Malory von seiner Halbschwester Morgan le Fay auf die mythische Insel Avalon gebracht, von der er einst als „zukünftiger König“ (rex futurus) wiederkehren wird.

## Mediale Verarbeitung

### TV/Film
- Left Behind (2000)
- Left Behind: Tribulation Force (2002)
- Finale – Die Welt im Krieg (2005)
- This is the End (2013)
- Left Behind – The End Begins (2014)
- The Leftovers (Serie, 2014)
- The Remaining (2014)
- Martyrs

### Bücher
- Finale – Die letzten Tage der Erde (Left Behind) – Tim LaHaye und Jerry B. Jenkins
- Die Verlassenen (The Leftovers) – Tom Perrotta